# نینورتا
نینورتا (سومری: 𒀭𒊩𒌆𒅁: DNIN.URTA، معنای احتمالی «سرور [ِ] جو»)، که با عنوان Ninĝirsu (سومری: 𒀭𒎏𒄈𒋢: DNIN.ĜIR2.SU، به معنای «سرور [ِ] گیرسو»)، یکی از خدایان بین‌النهرینی است که با کشاورزی، شفا، شکار، قانون، کاتبان و جنگ در ارتباط بود و نخستین بار در سومر پرستش شد.

## پرستش
نینورتا از میانه هزاره سوم پیشا دوران مشترک توسط سومریان پرستش می‌شد و یکی از نخستین خدایان منطقه است که از آن سند به دست آمده است. مرکز اصلی آیینی او معبد اشومشا در دولت-شهر سومری نیپور بود. در آنجا، او در مقام خدای کشاورزی و پسر رئیس خدایان انلیل پرستش می‌شد.

## شمایل‌نگاری
در کودوروهایی که از دوره کاسیان (ح. ۱۶۰۰ تا ح. ۱۱۵۵) به دست آمده است، یک گاو آهن نماد نینگیرشو در نظر گرفته شده است.

## اساطیر

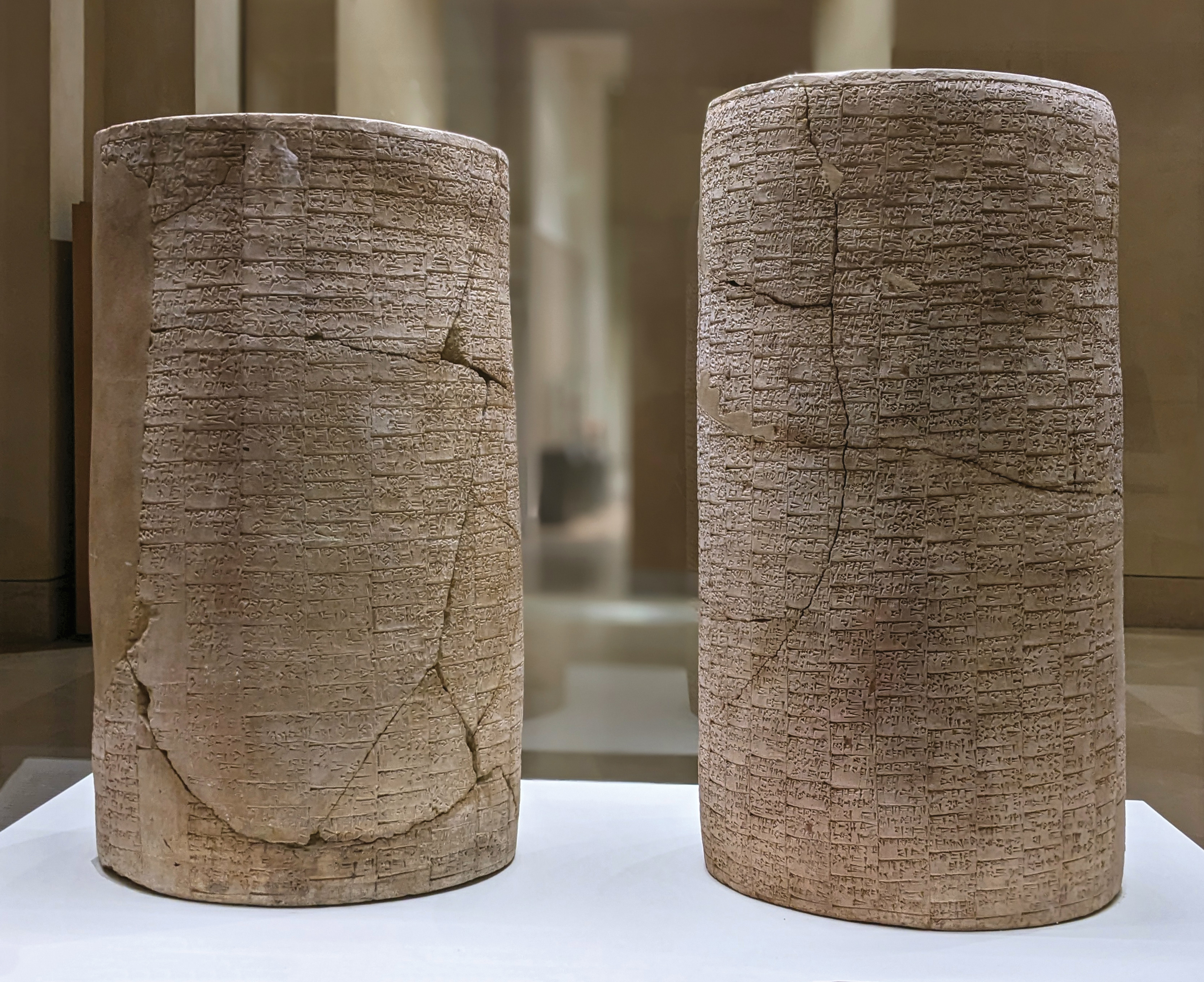
استوانه های گلی گودئیا بیانگر و توصیف نقش پادشاه گودئیا در ساختن معبد نینجیرسو به دلیل الهام شدن در رویایش

### آنزو
در اسطوره بابلی آنزو و لوح سرنوشت‌ها (در هر سه دوره باستان، میانی و متاخر) آنزو پرنده‌ای غول‌پیکر و هیولا است. انلیل به آنزو مقامی به عنوان نگهبان جایگاه مقدس خود می‌دهد، اما آنزو به انلیل خیانت می‌کند و لوح سرنوشت‌ها را می‌دزدد. این لوح گِلی مقدس به انلیل تعلق دارد و به او اقتدار می‌دهد. آنزو هنگامی اوح را می‌دزدد که انلیل برای استحمام آماده می‌شود.